# Акмая (село)
Акмая (каз. Ақмая, до 1996 г. — Авангард) — село в Чиилийском районе Кызылординской области Казахстана. Административный центр Акмаянского сельского округа. Находится примерно в 13 км к юго-востоку от районного центра, села Шиели. Код КАТО — 435233100.

## Население
В 1999 году население села составляло 2383 человека (1209 мужчин и 1174 женщины). По данным переписи 2009 года, в селе проживало 2519 человек (1293 мужчины и 1226 женщин).

## Известные жители и уроженцы
- Ан Дон-Дю (1898 — ?) — Герой Социалистического Труда.
- Ким Хан Гу — Герой Социалистического Труда.
- Ким Хон Бин — Герой Социалистического Труда.
- Ким Чан Ден (1897—1962) — Герой Социалистического Труда.
- Ли Бен Сер (1899 — ?) — Герой Социалистического Труда.
- Ли Ен Гу — Герой Социалистического Труда.
- Ли Ен Гын (1903 — ?) — Герой Социалистического Труда.
- Ким Ик-Се (1894—1977) — Герой Социалистического Труда.
- Ким Ман Сам (1883—1964) — Герой Социалистического Труда.
- Ким Хи Як — Герой Социалистического Труда.
- Пак Дон Ер — Герой Социалистического Труда.
- Тян Гым Чер — Герой Социалистического Труда.
- Хван Чан Ир — Герой Социалистического Труда.
- Хе Се Ун — Герой Социалистического Труда.
- Хо Бен — Герой Социалистического Труда.
- Цой Чун Се — Герой Социалистического Труда.